# غوردون كوفمان
غوردون كوفمان (بالإنجليزية: Gordon Kaufmann)‏ هو مهندس معماري أمريكي، ولد في 1888، وتوفي في 1949 في لوس أنجلوس في الولايات المتحدة.

## وصلات خارجية
- غوردون كوفمان على موقع أوليمبيديا (الإنجليزية)